# Hirn-Lunge-Schilddrüsen-Syndrom
Das Hirn-Lunge-Schilddrüsen-Syndrom ist eine sehr seltene angeborene Erkrankung mit den Hauptmerkmalen Angeborene Hypothyreose, Atemnotsyndrom des Neugeborenen und Benigne hereditäre Chorea.
Synonyme sind: Choreoathetose-Hypothyreose-neonatale Atemnot-Syndrom; englisch Brain-lung-thyroid syndrome; BLT syndrome; CAHTP; choreoathetosis, hypothyroidism, and neonatal respiratory distress; chreoathetosis and congenital hypothyroidism with or without pulmonary dysfunction
Die Erstbeschreibung stammt aus dem Jahre 2002 durch den Neuropädiater Heiko Kruge und Mitarbeiter und zeitgleich durch Joachim Polenz und Mitarbeiter.

## Verbreitung
Die Häufigkeit wird mit unter 1 zu 1.000.000 angegeben, bislang wurde über etwa 50 Betroffene berichtet. Die Vererbung erfolgt autosomal-dominant.

## Ursache
Der Erkrankung liegen Mutationen im NKX2-1-Gen auf Chromosom 14 Genort q13.3 zugrunde, welches für den Thyroidalen Transkriptionsfaktor 1 kodiert.
Mutationen dieses Genes werden auch verantwortlich gemacht für die Benigne hereditäre Chorea und den nichtmedullären Schilddrüsenkrebs (NMTC).

## Klinische Erscheinungen
Das klinische Bild ist sehr variabel:
Bei etwa 50 % findet sich das Vollbild, bei 30 % ist die Lunge nicht betroffen, bei 13 % zeigt sich lediglich eine Benigne hereditäre Chorea.
Veränderungen der Schilddrüse werden unmittelbar nach der Geburt manifest, wenn auch oft nur als latente (subklinische) Schilddrüsenunterfunktion. Auch die Lunge fällt meist als Atemnotsyndrom auf.
Neurologische Veränderungen entwickeln sich im Laufe des ersten Lebensjahres.
Liegen große Deletionen auf dem Chromosom 14 vor, können weitere Veränderungen wie Hypo- oder Oligodontie, Mikrozephalie, Gedeihstörung, Hypoparathyreoidismus hinzukommen.

## Diagnose
Oft ergibt das Neugeborenenscreening einen ersten Hinweis. Bestehen zusätzlich neurologische oder pulmonale Veränderungen, muss an einen NKX2-1-Defekt gedacht werden. Der Nachweis der Mutation durch humangenetische Untersuchung sichert die Diagnose.
Mittels Magnetresonanztomographie können bei etwa 20 % Fehlbildungen im Gehirn nachgewiesen werden.

## Differentialdiagnose
Abzugrenzen sind andere Formen der angeborenen Hypothyreose, des Neugeborenen-Atemnotsyndroms und einer Chorea.

## Therapie
Die Behandlung besteht in Substitutionstherapie mit Thyroxin so zeitig als möglich.